# 乱気流/タービュランス
『乱気流/タービュランス』（らんきりゅう - 、原題：Turbulence）は、1997年に公開されたアメリカ合衆国の航空パニック映画である。主演はレイ・リオッタとローレン・ホリー。

## ストーリー
12月24日クリスマス・イブ、スチュワーデスのテリー・ハロランの搭乗するトランス・コンチネンタル47便にロサンゼルスの刑務所へ護送する為、残忍な連続殺人犯ライアン・ウィーバーと武装銀行強盗犯スタッブスの二人が4名の連邦保安官と共に乗り込む。離陸から１時間を経過した頃、前方には低気圧により発生した乱気流が接近していた。やがて機内食をサービス中、突然、強盗犯スタッブスが連邦保安官の銃を強奪し発砲、銃撃戦となる。その最中にスタッブスの大暴れの余波で機体が一時的に制御不能に陥り激しく揺れ始めた。ライアンの加勢により強盗犯を倒す事が出来たのも束の間、その間に連邦保安官4名、そして機長の計5名が銃撃戦に巻き込まれ、残念にも命を落としてしまった。さらに先程の激しい揺れの影響により副操縦士までも命を落としてしまうなど不運は重なった。幸い自動操縦になっていたもののロサンゼルスへの進路には乱気流が待ち構えていた。一方ライアンも次第にその本性を表すようになり、彼は無線を通じて『ジャンボ・ジェット機の自動操縦システムを破壊し、機体をロサンゼルスの市街地へ墜落させる』とロス市警に恐怖の予告をする。過酷な状況の中、ライアンとの対決とジャンボ機の操縦は唯一無事だったテリーに委ねられることとなった。

## 登場人物
テリー・ハロラン
演 - ローレン・ホリー
スチュワーデス。緊急事態に陥り操縦士がいなくなった飛行機の中で自身が操縦を担当することになる。
ライアン・ウィーバー
演 - レイ・リオッタ
連続殺人犯。2年間の間に5人の女性をレイプし、殺人を犯した容疑がかかっている。
アルド・ハインズ
演 - ヘクター・エリゾンド
警部補。偽装した証拠品で犯人を捕まえるなど手段を選ばない性格。
サミュエル・ボウエン
演 - ベン・クロス
タワー・エアーの機長。テリーに通信を通して操縦をアドバイスする。
フランク・シンクレア
演 - ジョン・フィン
FBI捜査官。
マギー
演 - キャサリン・ヒックス
テリーの同僚で友人。それなりに恋愛経験があるだけに男付き合いの痛い部分も心得ている。好きな作家はスティーブン・キング。ライアンに殺害される。
スタッブス
演 - ブレンダン・グリーソン
犯罪者。彼が暴れたことで飛行機が異常を起こし、パニックとなる。
レイチェル・テーパー
演 - レイチェル・ティコティン
トランス・コウ航空の危機管理センターの職員。
マーティ・ダグラス
演 - マイケル・ハーネイ
連邦保安官。
アル・アークエット
演 - グランド・L・ブッシュ
連邦保安官。
マット・パウエル
演 - J・ケネス・キャンベル
機長。

## キャスト
| 役名                          | 俳優                     | 日本語吹替                                                          | 日本語吹替                                                                         | 日本語吹替 |
| 役名                          | 俳優                     | ソフト版                                                            | テレビ朝日版                                                                       | VOD版 |
| ----------------------------- | ------------------------ | ------------------------------------------------------------------- | ---------------------------------------------------------------------------------- | --- |
| テリー・ハロラン              | ローレン・ホリー         | 深見梨加                                                            | 田中敦子                                                                           | 魏涼子 |
| ライアン・ウィーバー          | レイ・リオッタ           | 大塚芳忠                                                            | 磯部勉                                                                             | 桐本拓哉 |
| アルド・ハインズ警部補        | ヘクター・エリゾンド     | 大塚周夫                                                            | 池田勝                                                                             | 大塚芳忠 |
| サミュエル・ボウエン機長      | ベン・クロス             | 幹本雄之                                                            | 田原アルノ                                                                         | 北島善紀 |
| フランク・シンクレアFBI捜査官 | ジョン・フィン           | 池田勝                                                              | 有本欽隆                                                                           | 相沢まさき |
| レイチェル・テーパー          | レイチェル・ティコティン | 一城みゆ希                                                          | 一柳みる                                                                           | 山像かおり |
| ブルックス                    | ジェフリー・デマン       | 西村知道                                                            | 清川元夢                                                                           | さかき孝輔 |
| スタッブス                    | ブレンダン・グリーソン   | 立木文彦                                                            | 斎藤志郎                                                                           | 西村太佑 |
| マギー                        | キャサリン・ヒックス     | 佐々木優子                                                          |                                                                                    | |
| マーティ・ダグラス連邦保安官  | マイケル・ハーネイ       | 中村秀利                                                            | 小山武宏                                                                           | |
| アル・アークエット連邦保安官  | グランド・L・ブッシュ    | 青山穣                                                              | 宝亀克寿                                                                           | |
| マット・パウエル機長          | J・ケネス・キャンベル    | 有本欽隆                                                            | 水野龍司                                                                           | 水野龍司 |
| その他                        |                          | 小室正幸 大川透 棚田恵美子 加藤優子 本田貴子 五島慎 小川輝晃 土田大 | 坂口賢一 伊藤和晃 叶木翔子 永田亮子 真殿光昭 伊藤栄次 湯屋敦子 五代あつし 樫井笙人 | こばたけまさふみ 石井未紗 森史絵 竹内夕己美 バトリ勝悟 水越健 丸山智行 辻井健吾 佐野康之 田所陽向 長尾歩 露崎亘 |

- ソフト版：VHSと旧盤DVDにのみ収録
- テレビ朝日版：初回放送1999年4月18日『日曜洋画劇場』
- VOD版：U-NEXTで配信

## スタッフ
- 監督：ロバート・バトラー
- 製作：マーティン・ランソホフ
デヴィッド・ヴァルデス
- 脚本：ジョナサン・ブレット
- 視覚効果：マーク・バーゴ

日本語版
|                | ソフト版     | テレビ朝日版           | VOD版                  |
| -------------- | ------------ | ---------------------- | ---------------------- |
| 演出           | 戸田清二郎   | 清水勝則               | 高橋正浩               |
| 翻訳           | 宮川桜子     | 徐賀世子               | 税田春介               |
| 調整           | 吉田佳代子   | 佐竹徹也               |                        |
| プロデューサー | 中嶋唯雄     |                        |                        |
| 監修           | 青木謙知     |                        |                        |
| 効果           |              | 南部満治               |                        |
| 制作           | ACクリエイト | ザック・プロモーション | ニュージャパンフィルム |

## 評価
主演の一人であるローレン・ホリーは、第18回ゴールデンラズベリー賞最低女優賞にノミネートされた。

## 豆知識
作中に登場するトランス・コンチネンタル47便の機体の塗装は日本航空の2代目鶴丸塗装をベースにしている。（尾翼のマークは首がない鶴丸マーク、側面は赤色と灰色の塗装）撮影に使用された機材はタワーエアのボーイング747-200 （N614FF）で1997年2月以降はコンチネンタル・ミクロネシアへ売却されて現在はモハベ空港の砂漠に駐機されている。
また、47便がジョン・F・ケネディ国際空港の滑走路31Lを離陸する場面に、遠方にはワールドトレードセンターのビルと全日本空輸のボーイング747-400が当時の同空港の第3ターミナルに駐機している姿が確認出来る。